# ゴールデンドリーム (テレビ番組)
『ゴールデンドリーム』は、2025年4月3日（2日深夜）からテレビ朝日の『バラバラ大作戦』（水曜第3部）で放送されているオーディションドキュメンタリー番組。

## 出演者

### ナレーション
- キンタロー。[1]

## 密着対象のオーディション及びプロジェクト

### 『あざとくて何が悪いの？』 次世代あざとスターオーディション
- グランプリ：藤ゆりな（HUNNY BEE）[2]

### 新アニメ『地獄先生ぬ～べ～』 キッズ声優オーディション
- 合格者：小林叶実（9歳）、鈴木りこ（8歳）、中村優李（10歳）[注 1]

## ネット局と放送時間
| 放送対象地域 | 放送局              | 系列           | 放送日時                     | ネット状況 | 備考  |
| ------------ | ------------------- | -------------- | ---------------------------- | ---------- | ----- |
| 関東広域圏   | テレビ朝日（EX）    | テレビ朝日系列 | 木曜 2:36 - 2:55（水曜深夜） | 制作局     |       |
| 青森県       | 青森朝日放送（ABA） | テレビ朝日系列 | 水曜 0:50 - 1:10（火曜深夜） | 遅れネット | [ 3 ] |

## スタッフ
- 構成：水野英昭、西澤公太郎
- MA：河合俊治
- タイトルロゴ・テロップデザイン：羽津本圭太
- OPタイトル：泰永優子（caviar）
- 音響効果：飯塚凪
- 編成：小谷知輝・清水正太郎（テレビ朝日、共に2025年7月10日 - ）
- 宣伝：津久井美樹（テレビ朝日）
- デスク：相馬恵美
- 技術協力：ジーリンクスタジオ
- 制作協力：ドラゴンエンタテインメント
- 協力：スターダム【不定期】
- 編集：大島和也・森本康平（ドラゴンエンタテインメント、大島→以前はAD）
- AP：宮﨑浩子、榎本有紀
- AD：田中愛実、森本康平（ドラゴンエンタテインメント）、原夢杏
- ディレクター：山本カンスケ・べんべん（岡部永寛）・小野恵太・杉本龍成・山下竜馬・和泉田怜央（ドラゴンエンタテインメント）
- チーフディレクター：川口達也（ドラゴンエンタテインメント）
- 演出・プロデューサー：山下楓（テレビ朝日）
- プロデューサー：越後圭祐（テレビ朝日）、石田直央（ドラゴンエンタテインメント）
- ゼネラルプロデューサー：新田良太（テレビ朝日）
- 制作：テレビ朝日ビジネスソリューション本部 コンテンツ編成局 第1制作部
- 制作著作：テレビ朝日

### 過去のスタッフ
- 編成：米川宝・辻慈生（テレビ朝日、共に - 2025年7月3日）
- カラオケ音源協力：DAM（第一興商）（#6）
- AD：渡辺真利（ドラゴンエンタテインメント、#7 - 13）
- ゼネラルプロデューサー：髙橋正輝（テレビ朝日、 - 2025年7月3日）